# 1 (The Black Heart Procession)
1 è il primo album dei The Black Heart Procession, uscito per la Headhunter il 1º gennaio 1998.

## Tracce
1. The Waiter – 4:15
2. The Old Kind of Summer – 4:12
3. Release My Heart – 4:20
4. Even Thieves Couldn't Lie – 4:47
5. Blue Water - Black Heart – 3:47
6. Heart Without a Home – 4:57
7. The Winter My Heart Froze – 0:54
8. Stitched to My Heart – 5:28
9. Square Heart – 3:46
10. In a Tin Flask – 4:08
11. A heart the Size of a Horse – 7:25

## Formazione
- Pall Jenkins: voce, chitarra
- Tobias Nathaniel: pianoforte
- Mario Rubalcaba: batteria